# Spul (Hilvarenbeek)
Spul is een voormalige buurtschap in de gemeente Hilvarenbeek in de Nederlandse provincie Noord-Brabant, in de topografische atlassen van deze eeuw zijn het twee buurtschappen, Hoog Spul en Laag Spul. 

Op oude kaarten komt Spul zelfstandig voor, ook geschreven als Speul. Soms wordt Laag Spul als Leeg Spul vermeld.
In een register uit 1669 worden de leengoederen 'Vrijthof ende Spull' vermeld. 

## Ligging
De twee buurtschappen liggen ten zuiden van de plaats Hilvarenbeek, Hoog Spul ligt aan de westkant van de weg naar Esbeek, Laag Spul aan de oostkant. Hoog Spul ligt op ongeveer 19 meter boven NAP, Laag Spul ligt bij het Spruitenstroompje op ongeveer 16 meter hoogte.

## Toponymie
Spul kan afgeleid zijn van spuul, water waar wol gespoeld werd (zie Herdgang), maar volgens het EWN ook van spul in de zin van bezit.

De Heemkundige Kring Hilvarenbeek-Diessen geeft aan dat Spul afgeleid is van Spel, dat 'behorend bij een parochie' betekekent.

## Verloop van de buurtschap
In 1840 omvat de buurtschap Spul 28 huizen met 234 inwoners. In de 21e eeuw telt de buurtschap ca. 90 huizen met ca. 225 inwoners.

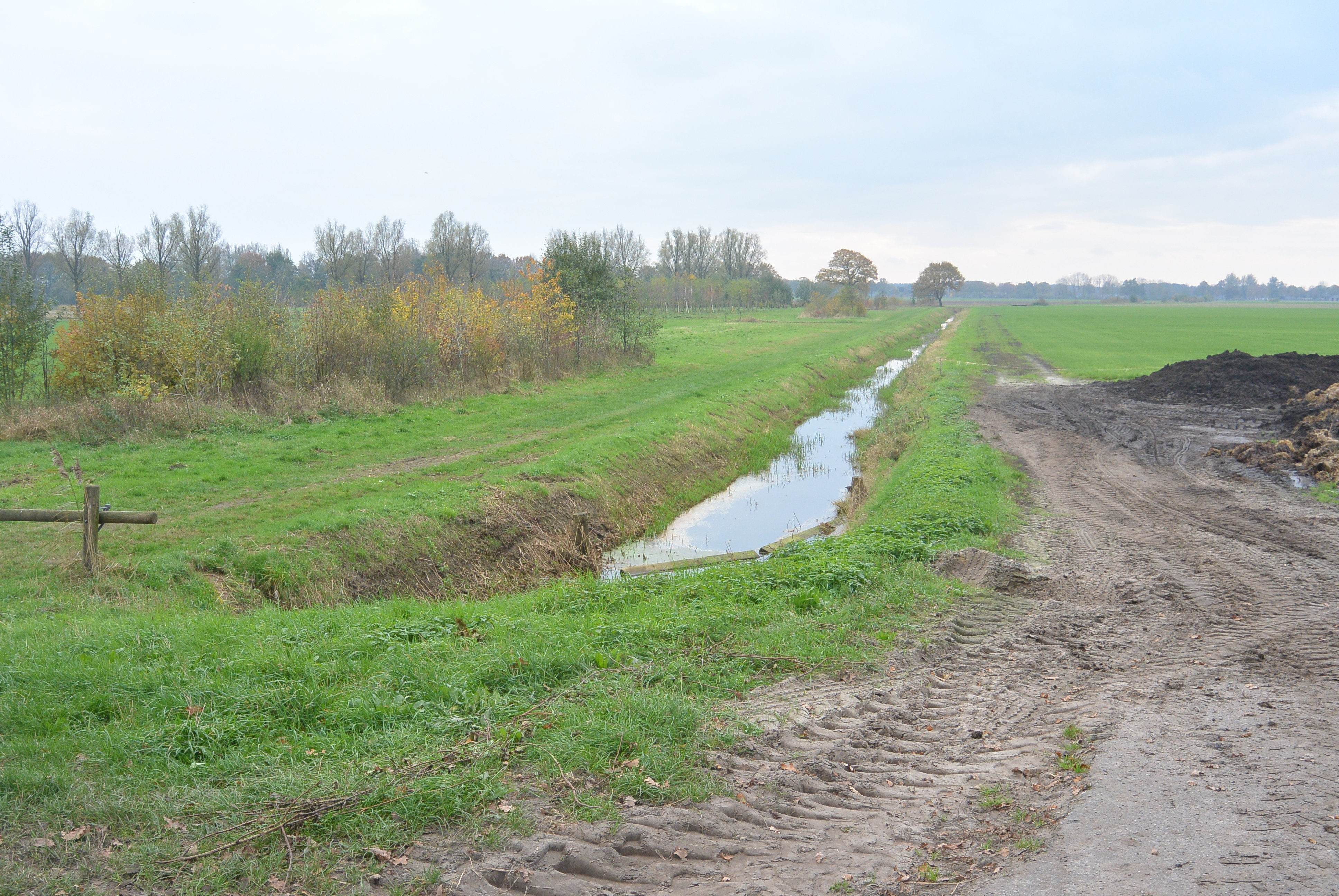
Spruitenstroompje bij Laag Spul

## Urnenveld
In 1957 werd bij de aanleg van een weg door Laag Spul op de westoever van het dal van het Spruitenstroompje een deel van een urnenveld ontdekt.

Bij de bouw van een viaduct over de provinciale weg in 1969 kwam de gelegenheid om uitgebreider archeologisch onderzoek te doen.

In het afgravingsgebied werden urnen met crematieresten, kringgreppels en huisplattegronden gevonden.
De vondsten werden gedateerd op de Late Bronstijd, de cultuur wordt de Urnenveldencultuur genoemd, specifieker van het type Goirle.
Hoofdplaats: Hilvarenbeek      Dorpen: Baarschot · Biest-Houtakker · Diessen · Esbeek · Haghorst

Buurtschappen en gehuchten: Den Opslag (deels) · Driehuizen · Dun · Groenstraat · Gorp · Groot-Loo · Groote Voort · Heikant · Hoogeind · Hoog Spul · Klein Loo · Kleine Voort · Laag Spul · Roovert · Tulder · Waterstraat · Westerwijk

Noord-Brabant: Steden en dorpen      Nederland: Provincies · Gemeenten